# Panha 2091
Le Panha 2091 ou Shabaviz 2091 est une révision et mise à niveau de l'hélicoptère américain Bell AH-1J International, une version bi-turbine pour l'exportation du l'AH-1J SeaCobra, hélicoptère d'attaque acheté avant la révolution iranienne islamique de 1979 ,. Le programme de révision et de mise à niveau est connu sous le nom de projet numéro 2091 de la Iranian Helicopter Support and Renewal Company (également connue sous le nom de Panha).

## Conception
Avant la révolution Islamique, l'Iran entretenait de bonnes relations avec les États-Unis et dans ce contexte plusieurs contrats d'armements avaient été conclus entre les deux pays. Entre 1975 et 1978, l'Iran a reçu 202 exemplaires du Bell AH-1J Sea Cobra. Ces hélicoptères furent utilisés pendant la guerre Iran-Irak. Dans la deuxième moitié des années 1990, le pays décida de développer une mise à niveau. Les ingénieurs iraniens ont montré leurs performances en rétro-ingénierie non seulement avec le maintien en état de la flotte d'hélicoptères mais également avec la mise à jour Panha 2091 révélée en 1998.
Les mises à niveau signalées incluent :
- nouveaux panneaux blindés de cockpit
- nouvelle verrière de conception iranienne
- nouvelle avionique
- caméra montée sur le nez
- nouveau design du cockpit

L'hélicoptère d'attaque amélioré a une cellule plus étroite pour une plus grande flexibilité et est armé d'un canon M197 à trois canons de 20 mm de type Gatling dans la tourelle A / A49E. Il dispose en tout de six points d'emport dont deux au bout des ailes. Il peut emporter paniers à roquettes Hydra de 70 mm ou alors des paniers à roquettes Zuni de 127 mm. Des missiles air-air Misagh-2 (modifications d'un AIM-9 sidewinder) ainsi que des ATGM peuvent également être installé.
Le verre pare-balles protège le poste de pilotage et le poste d'officier d'armes, l'avionique interne a été remaniée avec l'ajout d'un GPS et d'un récepteur dans le nez, et un radar d'avertissement fixé à l'arrière, avec quatre antennes offrant une couverture à 360 ° et tous les systèmes électroniques intégrés.

## Caractéristiques
- Équipage : 2
- Longueur : 16 m
- Profil : Wortmann FX 69-H-098[2].
- Poids à vide : 2 802 kg
- Masse maximale au décollage : 4 530 kg
- Diamètre du rotor principal : 13 m
- Surface du rotor principal: 132,75 m2

### Performances
- Vitesse maximum : 236 km/h
- Rayon d'action : 600 km

### Armement
- Canon Gatling M197 à trois canons de 20 mm (capacité de 750 munitions)
- Roquettes Mk 40 ou Hydra 70 de 70 mm dans des lanceurs à 7 ou 19 tubes
- Roquettes Zuni de 127 mm - 8 roquettes dans deux lanceurs LAU-10D/A à 4 coups
- Missiles anti-aériens AIM-9 Sidewinder / Misagh-2 1 monté sur chaque point d'emport